# Oed-Öhling
Oed-Öhling (vagy Oed-Oehling) osztrák mezőváros Alsó-Ausztria Amstetteni járásában. 2023 januárjában 2086 lakosa volt. 

## Elhelyezkedése

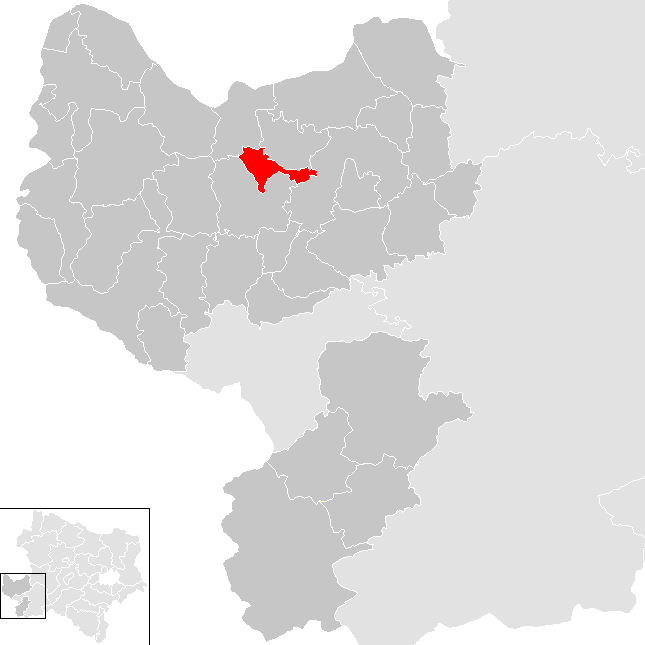
Oed-Öhling az Amstetteni járásban

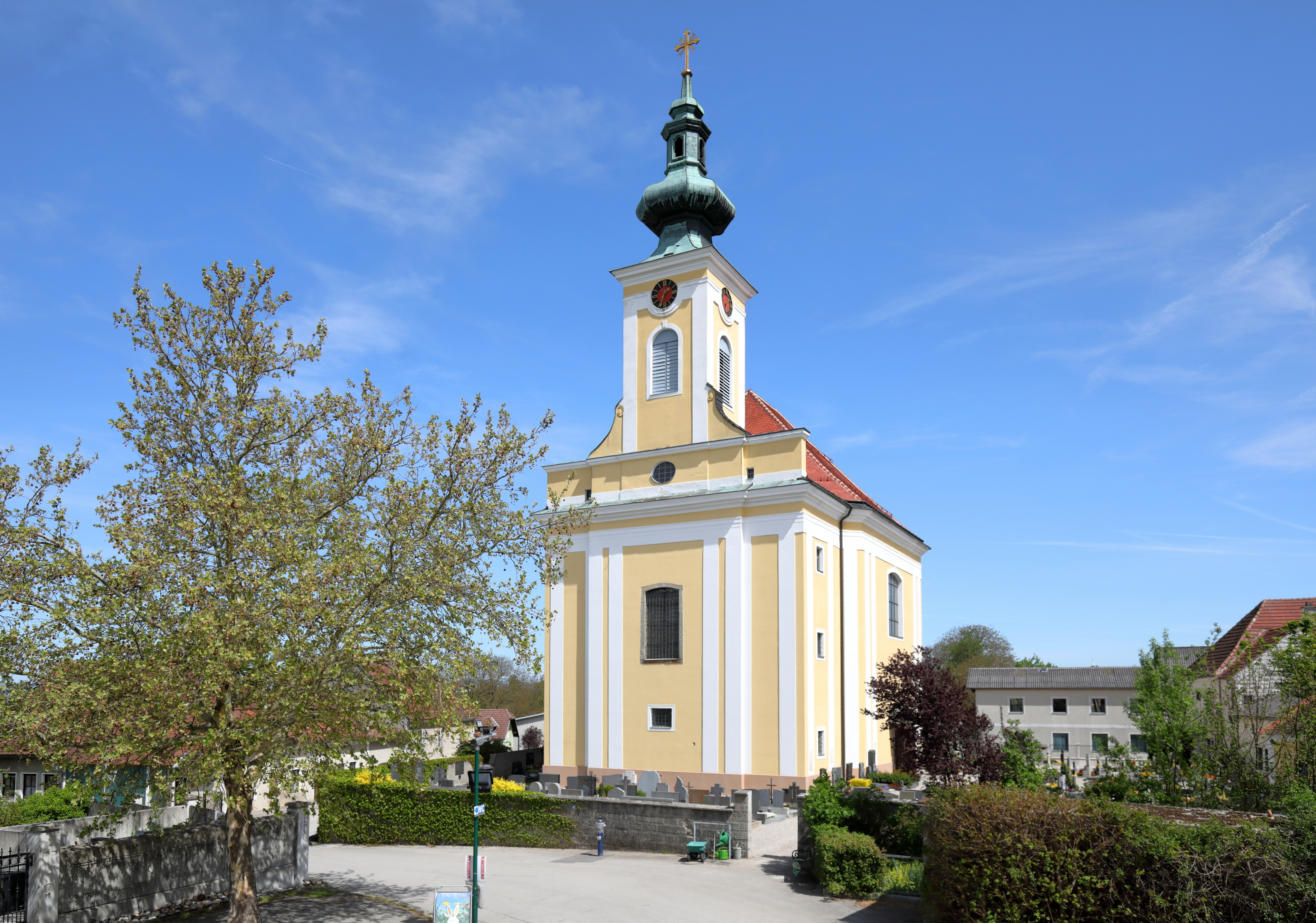
Az oedi Szt. Péter és Pál-plébániatemplom

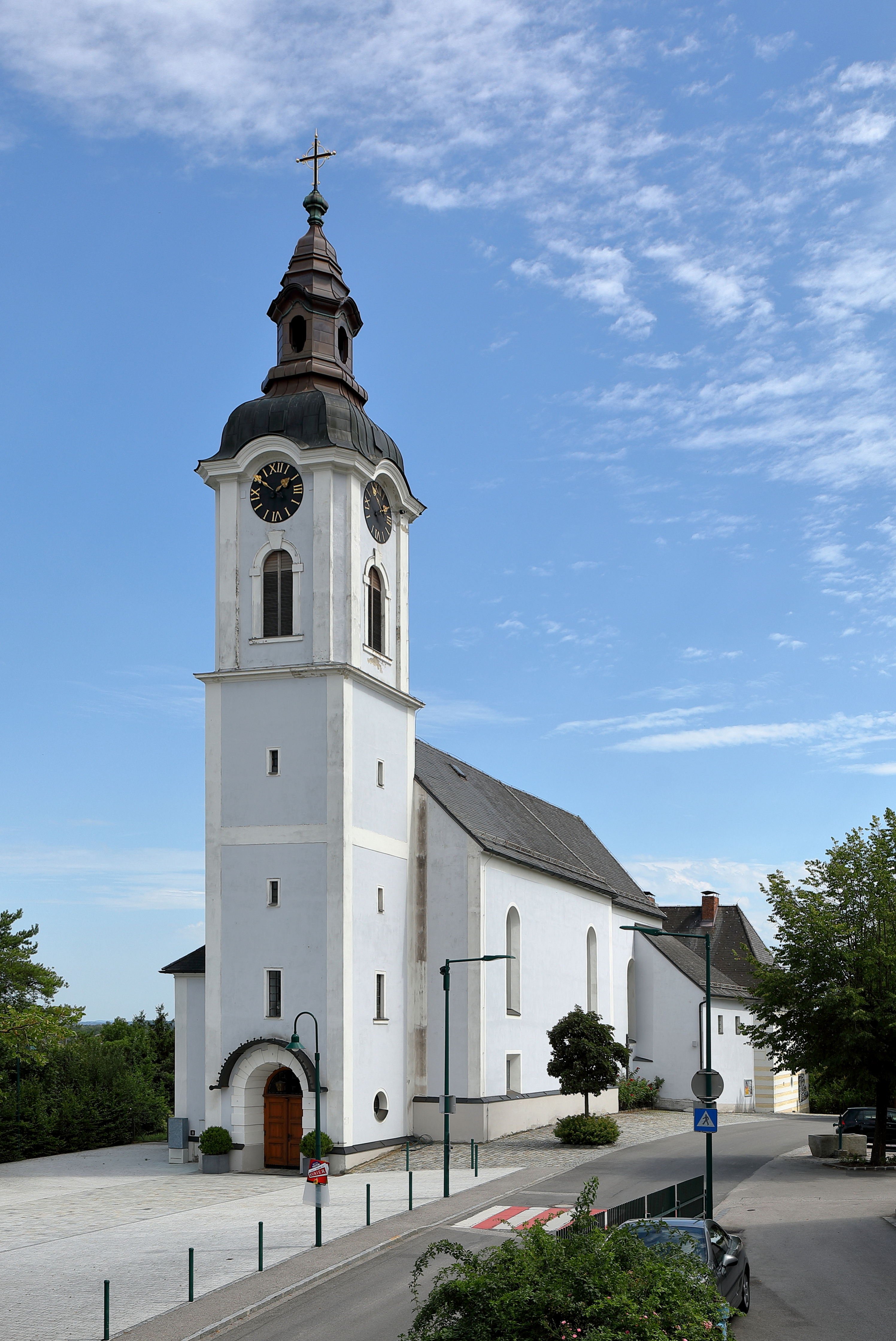
Az öhlingi Szt. Wolfgang-plébániatemplom

Oed-Öhling a tartomány Mostviertel régiójában fekszik a Duna völgyében, az Url és Öhlingbach folyók találkozásánál. Területének 15,2%-a erdő, 69,9% áll mezőgazdasági művelés alatt. Az önkormányzat két települést egyesít: Oed (743 lakos 2023-ban) és Öhling (1343 lakos). 
A környező önkormányzatok: északkeletre Zeillern, keletre Amstetten, délre Aschbach-Markt, északnyugatra Wallsee-Sindelburg.

## Története
A római időkben erőd állt az Url folyó túloldalán; lehetséges hogy a hozzá tartozó polgári település a mai Öhling helyén terült el.
Öhlinget 1110 körül említik először, amikor egy Richiza nevű hölgy itteni birtokát adományozta el, hogy oltárt állítsanak elhunyt férje emlékére. 1276-ban a klosterneuburgi apátság eladta itteni malmát és öt földbirtokát egy ybbsi polgárnak, aki néhány évvel később továbbadta azokat a seitenstetteni kolostornak. Nemesi birtokként 1321-ben jelenik meg először. Több tulajdonosváltás után 1666-ban a wallseei uradalomhoz került. Templomát - akkor még csak kápolnaként - 1521-ben említik először; 1679-ben barokk templommá bővítették.
A napóleoni háborúk során 1800-ban, 1806-ban és 1809-ben is megszállták a franciák; a utolsó alkalommal templomát is kifosztották. 1816-ban a templom egy tűzvész során teljesen kiégett és csak 1831-re renoválták. Neobarokk tornya 1914-ben készült el. 1838-ban 20 házat számláltak össze, amelyben 26, mezőgazdaságból élő család (62 férfi, 66 nő és 13 iskoláskorú gyerek) élt. Jószágállományuk 24 lóból, 18 ökörből, 64 tehénből, 2 kecskéből, 54 birkából és 61 disznóból állt. Az 1848-as birtokreform után megalakult Öhling községi önkormányzata. 
1972-ben Oed mezőváros és Öhling község egyesülésével megalakult a mai önkormányzat.

## Lakosság
Az oed-öhlingi önkormányzat területén 2023 januárjában 2086 fő élt. A lakosságszám 1951 óta gyarapodó tendenciát mutat. 2020-ban az ittlakók 93%-a volt osztrák állampolgár; a külföldiek közül 0,7% a régi (2004 előtti), 3,2% az új EU-tagállamokból érkezett. 1,9% az egykori Jugoszlávia (Szlovénia és Horvátország nélkül) vagy Törökország, 1,2% pedig egyéb ország polgára volt. 2001-ben a lakosok 96,6%-a római katolikusnak, 0,5% evangélikusnak, 0,1% ortodoxnak, 2,1% pedig felekezeten kívülinek vallotta magát. Ugyanekkor a legnagyobb nemzetiségi csoportokat a németeken kívül (97,8%) a magyarok és a horvátok alkották 4-4 fővel (0,3%).
A népesség változása:

| 2016 | 1 887 |
| 2018 | 1 884 |

## Látnivalók
- az oedi Szt. Péter és Pál-plébániatemplom
- az öhlingi Szt. Wolfgang-plébániatemplom

## Fordítás
- Ez a szócikk részben vagy egészben  az   Oed-Oehling című német Wikipédia-szócikk ezen változatának fordításán alapul.  Az eredeti cikk szerkesztőit annak laptörténete sorolja fel. Ez a jelzés csupán a megfogalmazás eredetét és a szerzői jogokat jelzi, nem szolgál a cikkben szereplő információk forrásmegjelöléseként.